# 圣欧达奇教堂

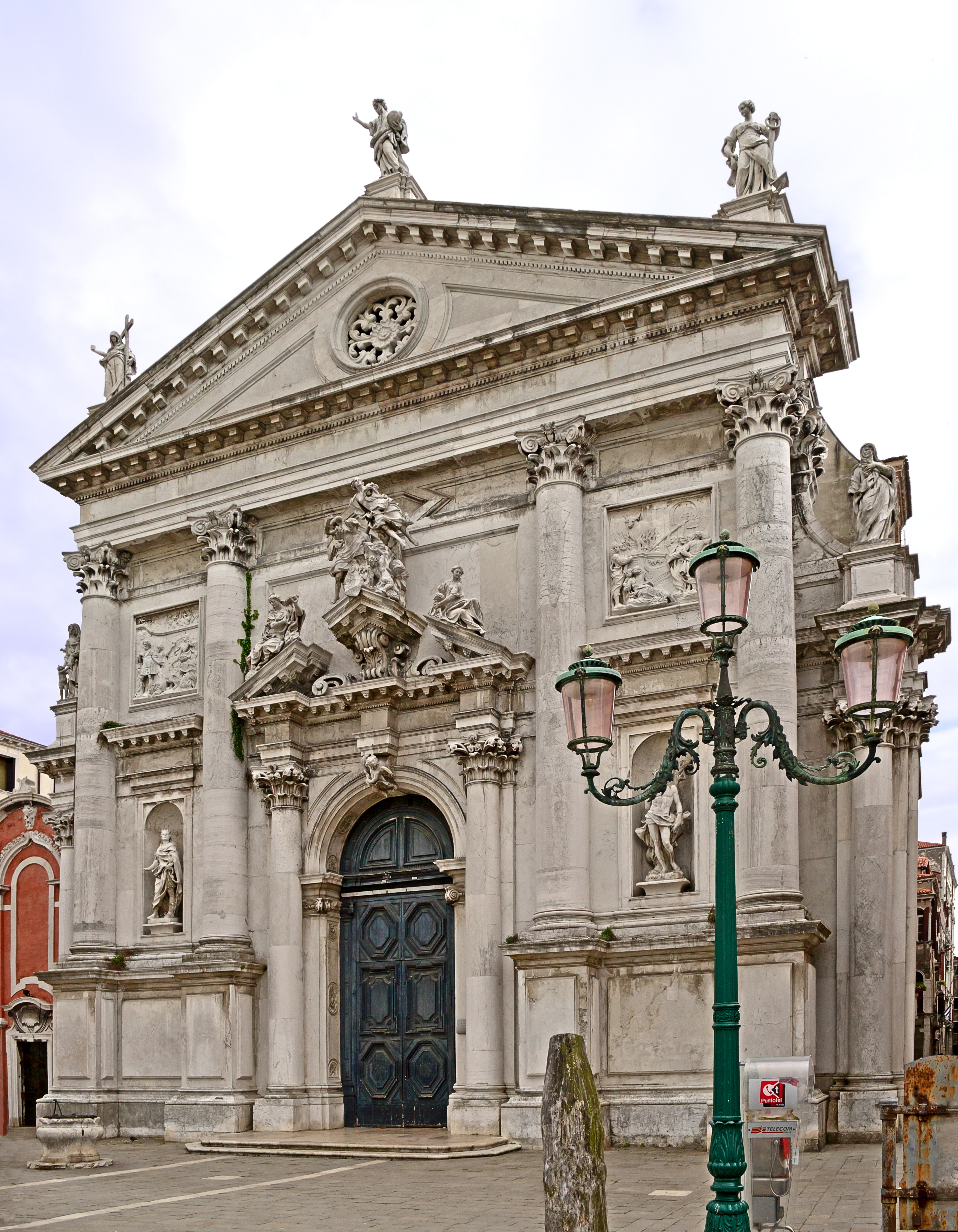
圣欧达奇教堂

圣欧达奇教堂（Chiesa di Sant'Eustachio e Compagni martiri，简称为San Stae）是意大利威尼斯的一座教堂，位于圣十字区，面临大运河。
圣欧达奇教堂创建于11世纪初，17世纪重建，面临大运河的立面建于1709年，装饰华丽，雕像出自安东尼·可拉第尼（Antonio Corradini）等多位艺术家之手。
圣欧达奇教堂内有莫琴尼戈（Mocenigo）家族的墓。右墙祭台有Niccolò Bambini，Giuseppe Camerata和Antonio Balestra的作品。左侧的三个小堂藏有Giuseppe Torretto，Pietro Baratta，Francesco Migliori和Jacopo Amigoni的作品。圣所的天花板装饰着Bartolomeo Letterini的大幅油画，墙壁上有的小幅油画描绘使徒，包括右下侧乔凡尼·巴蒂斯塔·提埃坡罗的《圣巴尔多禄茂殉教》(1721)；Giambattista Piazzetta的《圣雅各伯殉教》；和左下侧Sebastiano Ricci的《圣伯多禄出狱》。更衣所内有Pietro della Vecchia的《基督之死》和威尼斯美术学院(意大利語：Giambattista Pittoni)的圣欧达奇祈祷。